# Günther Flindt
Günther Flindt (* 25. Februar 1910 auf Junkertroylhof bei Danzig, heute Gmina Stegna; † 20. Juli 1997 in Hannover) war ein deutscher Verwaltungsjurist und Ministerialbeamter.

## Leben
Flindts Eltern waren der Gutsbesitzer Bruno Flindt und seine Frau Hedwig geb. Skowronski. In Osterode i. Ostpr. besuchte er das Kaiser-Wilhelm-Gymnasium. Das Abitur absolvierte er mit 17 Jahren. Er begann an der Ludwig-Maximilians-Universität Rechtswissenschaft zu studieren und wurde im Mai 1928 Mitglied des Corps Franconia München. Zum 3. Semester wechselte er an die Friedrich-Schiller-Universität Jena, wo er im Kartellcorps Franconia Jena aktiv war. Von dort ging er an die Albertus-Universität Königsberg. Dort bestand er 1932 das Referendarexamen. 1933 wurde er mit einer Arbeit zu strafrechtlichen Aspekten der Garderobenmarke in Jena promoviert. 1936 bestand er am Kammergericht die Assessorprüfung. Er wechselte vom Justizdienst in den Verwaltungsdienst der Freien Stadt Danzig und wurde Oberregierungsrat. Nach der Rückgliederung Danzigs im September 1939 wurde er in den unmittelbaren Reichsdienst übernommen. 1940 trat er als Stadtrechtsrat in den kommunalen Dienst der Hansestadt Danzig über.

### Wehrmacht
Flindt hatte vor dem Zweiten Weltkrieg mit Übungen beim Heer (Wehrmacht) als Flaksoldat begonnen. Freiwillig nahm er an der Zerschlagung der Rest-Tschechei und am Überfall auf Polen teil. Nachdem er im November 1939 zurückgestellt worden war, wurde er im März 1942 erneut Soldat. Er blieb bis zur Kapitulation der Wehrmacht bei der Flak an der Ostfront (Zweiter Weltkrieg), zuletzt im Rang eines Leutnants. Er erhielt das Eiserne Kreuz 2. Klasse, das Kriegsverdienstkreuz (1939), das Flak-Kampfabzeichen und das Verwundetenabzeichen (1939). Aus einem tschechischen Lazarett heraus geriet er in Kriegsgefangenschaft der Amerikaner, die ihn nach einer Woche am 16. Mai 1945 an die Rote Armee überstellten. Über einige Zwischenlager gelangte er nach Lebedjan und Rjasan und schließlich in das Bergbaugebiet von Stalinogorsk.
Nach viereinhalb Jahren Arbeit unter Tage wurde er am 1. Januar 1950 entlassen.

### Westfalen und Niedersachsen
Seit Anfang 1950 stand er wieder im Beruf, als Rechtsanwalt in Kamen und später in Dortmund, wo er noch kurze Zeit am Oberversicherungsamt tätig war. 1951 heiratete er die Landwirtstochter Hildegard geb. Stanke aus Fischerbabke im Kreis Danziger Niederung. Aus der Ehe gingen der Sohn Michael (* 1953) und die Tochter Marianne (* 1955) hervor. Nach seiner Anerkennung als 131er wurde er 1953 vom Land Niedersachsen übernommen. Im Niedersächsischen Kultusministerium stieg er in knapp zweieinhalb Jahren vom Oberregierungsrat zum Ministerialdirigenten auf. Im November 1963 wechselte er als Staatssekretär in das Niedersächsische Innenministerium. Im Juli 1965 wurde er in den Wartestand versetzt. Am 1. Januar 1966 ließ er sich als Rechtsanwalt und Notar in Hannover nieder. Er engagierte sich in der Freien Demokratischen Partei. Seit Januar 1966 Vorsitzender des Verbandes Alter Jenenser Franken, betrieb er maßgeblich die Verlegung seines zweiten Corps von Frankfurt am Main nach Regensburg. Nach sieben Jahren aus dem AHV-Vorsitz ausgeschieden, war er über viele Jahre Ehrenratsvorsitzender. Als 1970 mehrere Corps des grünen Kreises am Fechtprinzip zu rütteln begannen, setzte er sich „mit Leidenschaft für die Beibehaltung der Bestimmungsmensur“ ein. In seinen letzten Jahren erblindete er.